# X-COM
X-COM je série počítačových her v žánru sci-fi. Název X-COM znamená "Extraterrestrial Combat Unit" (jednotka pro boj s mimozemšťany). Organizace, která nese tento název má za úkol vycvičit bojové jednotky, které budou chránit Zemi před útoky mimozemšťanů.
Základní doménou této série je tahová strategie. Můžeme ovšem najít i 3D střílečku ze třetí osoby (X-COM: Enforcer, The Bureau: XCOM Declassified) nebo vesmírný bojový simulátor (X-COM: Interceptor). Ovšem po restartu celé série (nesoucí název XCOM: Enemy Unknown - 2012) se tvůrci rozhodli sáhnout po osvědčeném a hráči preferovaném herním systému. Výjimkou byl The Bureau: XCOM Declassified, který však nesklidil velký úspěch.
Hra se však neskládá pouze z bojových misí, ale také se jako velitel celé organizace musíte starat o ekonomickou situaci, stavět různá zařízení základny, rozhodovat se, které výzkumy mají vyšší prioritu a jakým vybavením je nutné vojáky vyzbrojit.

## Přehled jednotlivých dílů série
| Název                                                     | Rok vydání | Platformy                                                      | Vývojář                                  | Vydavatel         |
| --------------------------------------------------------- | ---------- | -------------------------------------------------------------- | ---------------------------------------- | ----------------- |
| UFO: Enemy Unknown (v USA vydané jako X-COM: UFO Defense) | 1994       | DOS, Amiga, CD32, PlayStation, Windows                         | Mythos Games MicroProse                  | MicroProse        |
| X-COM: Terror from the Deep                               | 1995       | DOS, Windows, 3DO, PlayStation                                 | MicroProse                               | MicroProse        |
| X-COM: Apocalypse                                         | 1997       | DOS, Windows                                                   | Mythos Games MicroProse                  | MicroProse        |
| X-COM: Interceptor                                        | 1998       | Windows                                                        | MicroProse                               | Atari             |
| X-COM: First Alien Invasion                               | 1999       | Windows                                                        | Hasbro Interactive                       | Hasbro            |
| X-COM: Enforcer                                           | 2001       | Windows                                                        | MicroProse                               | Hasbro Infogrames |
| X-COM: Genesis                                            | Zrušeno    | Windows                                                        | MicroProse Hasbro Interactive            | Nevydáno          |
| X-COM: Alliance                                           | Zrušeno    | Windows                                                        | MicroProse Hasbro Interactive Infogrames | Nevydáno          |
| XCOM: Enemy Unknown                                       | 2012       | Windows, PlayStation 3, Xbox 360, Debian-based linux, Mac, iOS | Firaxis Games                            | 2K Games          |
| The Bureau: XCOM Declassified                             | 2013       | Windows, PlayStation 3, Xbox 360                               | 2K Australia 2K Marin                    | 2K Games          |
| XCOM: Enemy Within (Datadisk k XCOM: Enemy Unknown)       | 2013       | Windows, PlayStation 3, Xbox 360, Debian-based linux, Mac, iOS | Firaxis Games                            | 2K Games          |
| XCOM 2                                                    | 2016       | Windows, Mac, Debian-based linux, PlayStation 4, Xbox One      | Firaxis Games                            | 2K Games          |
| Xcom: Chimera Squad                                       | 2020       | Windows                                                        | Firaxis Games                            | 2K Games          |

### Duchovní nástupci série
Jedná se o hry, které jsou více či méně inspirované původními hrami série.
- UFO: Aftermath
- UFO: Aftershock
- UFO: Afterlight
- UFO: Alien Invasion
- UFO: Extraterrestrials
- Open X-Com
- Xenonauts
- Xenowar
- Phoenix Point